# Acanthicus hystrix
Espèce
Statut de conservation UICN

 LC  : Préoccupation mineure
Acanthicus hystrix est une espèce de poissons-chats de la famille des Loricariidae.

## Répartition
Ce taxon se rencontre dans les pays suivants : Brésil, Colombie, Guyana, Pérou, Suriname, Venezuela.

## Systématique
Le nom valide complet (avec auteur) de ce taxon est Acanthicus hystrix Spix & Agassiz, 1829.
Acanthicus hystrix a pour synonyme :
- Rinelepis acanthicus Valenciennes, 1840

## Publication originale
- (la) Johann Baptist von Spix (préf. Karl Friedrich Philipp von Martius, ill. Louis Agassiz), Selecta genera et species piscium quos in itinere per Brasiliam annis MDCCCXVII-MDCCCXX : jussu et auspiciis Maximiliani Josephi I. Bavariae regis augustissimi peracto, Typis C. Wolf, 1829 (OCLC 173517364, DOI 10.5962/bhl.title.157964, lire en ligne)